# Tuyen Quang (cidade)
Tuyen Quang (em vietnamita: Tuyên Quang) é uma cidade no Vietname, capital da província de Tuyen Quang e o principal aglomerado urbano da localidade. 
Possui uma área de 119,17 km². Sua população, em 2010, era de 110 119 habitantes.